# ダニエル・パイプス
ダニエル・パイプス（英: Daniel Pipes、1949年9月9日 - ）は、アメリカの中東イスラーム研究者、政治評論家。中東フォーラム（Middle East Forum）およびキャンパス・ウォッチの創設者であり、雑誌『ミドル・イースト・クォータリー』編集委員。

## 経歴
1949年、マサチューセッツ州ボストンでユダヤ系ポーランド人の家庭に生まれる。ハーバード大学に進学し、当初数学を専攻していたが、歴史学に関心を移し、アラビア語と中東史を学んだ。大学を卒業後、2年間をカイロで過ごし、コーランの研究を進めた。帰国後、ハーバード大学大学院に進学して、1978年に中世イスラム史の研究で博士号を取得した。その後、エジプトなどで在外研究を行う間に、研究対象を現代の中東研究に移した。
シカゴ大学（1978年-1982年）、ハーバード大学（1983年-1984年）、アメリカ海軍大学（1984年-1986年）で教鞭をとったほか、1983年にはアメリカ合衆国国務省政策企画室スタッフとして勤務した。1986年からアカデミズムの世界を離れて、1993年まで外交政策研究所（Foreign Policy Research Institute）所長を務めた。1990年に中東フォーラム、2002年にはキャンパス・ウォッチを設立した。

## 思想、言論活動
しばしばネオコンであると指摘されており、本人も「他人が自分をそう見るのであれば自分もその一人なのだろう」とそれを認めている。

## 家族・親族
- 父：リチャード・パイプスはロシア研究者。

## 著書
- Slave soldiers and Islam: the genesis of a military system, Yale University Press, 1981.
- In the path of God: Islam and political power, Basic Books, 1983.
- The long shadow: culture and politics in the Middle East, Transaction Publishers, 1989.
- Greater Syria: the history of an ambition, Oxford University Press, 1990.
- The Rushdie affair: the novel, the Ayatollah, and the West, Carol Pub. Group, 1990,
- The hidden hand: Middle East fears of conspiracy, St. Martin's Press, 1996.
- Conspiracy: how the paranoid style flourishes and where it comes from, Free Press, 1997.
- Militant Islam reaches America, W. W. Norton, 2002.
- Miniatures: views of Islamic and Middle Eastern politics, Transaciton Publishers, 2004.

### 編著
- Friendly tyrants: an American dilemma, edited by Daniel Pipes and Ad am Garfinkle, Macmillan, 1991,
- Sandstorm: Middle East conflicts & America, edited by Daniel Pipes, University Press of America, 1993.